# Tajna večnoj noči
Tajna večnoj noči (Тайна вечной ночи) è un film del 1956 diretto da Abram Matveevič Room e Dmitrij Ivanovič Vasil'ev.